# Themerastis amalopa
Themerastis amalopa är en fjärilsart som beskrevs av Turner 1904. Themerastis amalopa ingår i släktet Themerastis och familjen tandspinnare. Inga underarter finns listade i Catalogue of Life.